# Shimane Susanoo Magic
Los Shimane Susanoo Magic (en japonés 島根スサノオマジック) son un equipo de baloncesto japonés con sede en la ciudad de Matsue, en la prefectura de Shimane, que compite en la B.League, la máxima competición de su país. Disputa sus partidos en el Matsue City General Gymnasium, con capacidad para 4.550 espectadores.

## Introducción
El club se unió a la bj league en 2010, convirtiéndose en el primer equipo profesional de baloncesto de la región de San'in en competir en la máxima categoría, y el segundo de cualquier equipo deportivo profesional después del equipo de fútbol del Gainare Tottori. 
El nombre del equipo proviene de la leyenda mítica del antiguo Izumo (la historia de Susanoo derrotando al Yamata no Orochi) y de la palabra inglesa "magic", que representa la imaginería de los mitos de la región, así como al propio equipo. Los colores del equipo son azul, negro y plateado, que también representan la prefectura de Shimane. El azul evoca imágenes del lago Shinji y el mar de Japón, el plateado representa la histórica mina de plata Iwami Ginzan y el negro representa los bosques de pino negro que se encuentran por toda la región. El logotipo del equipo es una combinación de nubes y un dragón similar a Orochi sosteniendo una pelota de baloncesto, expresando una sensación de fuerza y velocidad.

## Historia
El baloncesto ha sido un deporte popular entre los jóvenes de la zona de Matsue desde hace mucho tiempo, y la organización del Mini Basket (una competición de baloncesto disputada por niños de primaria) se ha popularizado en la ciudad. Históricamente, la zona de Matsue ha cosechado éxitos en competiciones deportivas, y la Escuela Secundaria Técnica de Matsue ganó competiciones interescolares en 1960 y 1968. Tanto el baloncesto masculino como el femenino de Japón han contado con jugadores de gran rendimiento en la región de Matsue, conocida como el "Reino del Baloncesto". Tras un intento fallido de solicitar la adhesión a la bj league en 2007, en agosto de 2009 se anunció oficialmente que Shimane contaría con un equipo en la liga, que se convertiría en el equipo de 2010. La propuesta ganadora fue "Susatama-kun"